# 彼得·威尔逊
彼得·威尔逊（英語：Peter Wilson，1986年9月15日—），英国男子射击运动员，主攻飞碟项目。他曾代表英国参加2012年夏季奥林匹克运动会射击比赛，获得男子双多向飞碟金牌。